# Mínies
Els mínies  (en grec antic: Μινύαι, Minyae) foren un poble semillegendari de l'antiga Grècia, relacionats principalment amb Beòcia i la ciutat d'Orcomen. Els grecs els consideraven autòctons de país, és a dir, habitants de Grècia abans de l'arribada dels mateixos grecs, i probablement cal relacionar-los amb els pelasgs. Els arqueòlegs moderns, d'altra banda, han pres aquest terme per referir-se a la cultura material dels grecs del període hel·làdic mitjà.

## Orígens
Segons el mite, els mínies eren descendents de Mínias, fill d'Orcomen, o bé de Crises o de Posidó. Van constituir una raça d'herois a Orcomen, Iolcos i altres llocs. Mínias hauria emigrat des de Tessàlia al nord de Beòcia, on hauria fundat la ciutat d'Orcomen. A partir de llavors els seus habitants s'haurien anomenat minies per a distingir-se dels habitants d'una altra ciutat d'Orcomen, a Arcàdia, segons el relat de Pausànias.
Molts dels argonautes s'anomenaven mínies, perquè eren descendents de les filles de Mínias. Heròdot explica que els descendents dels argonautes es van establir a Lemnos, on van conservar el nom fins que en van ser expulsats pels pelasgs i van decidir de tornar a la terra dels seus pares. Van ser acollits pels lacedemonis, ja que Càstor i Pòl·lux havien participat en l'expedició de la nau Argo. Però, després de casar-se amb dones espartanes, aquests mínies van cometre impietats i els espartans els van empresonar. Quan estaven a punt d'executar-los, les noves esposes dels mínies van visitar-los a la presó i van intercanviar les robes amb ells, i així van poder fugir, refugiant-se al mont Taíget.
També haurien fundat colònies a Trifília i a l'illa de Tera. Els darrers a portar el nom de mínies van ser els habitants de Trifília, a l'Èlida, on els mínies havien fundat sis ciutats.

## Guerra entre Tebes i Orcomen
Per venjar el seu pare Climen, rei dels minies d'Orcomen que havia mort lapidat per uns tebans al bosc sagrat de Posidó, el seu fill Ergí va reunir un exèrcit i marxà contra Tebes. Després d'exterminar molts tebans, la va sotmetre i va imposar un tractat al rei de la ciutat que exigia, un tribut anyal de cent bous durant vint anys. Hèracles, que havia passat un temps a Tebes, se n'assabentà, i quan tornava de caçar el lleó de Citeró es va trobar pel camí els emissaris que anaven a cobrar el tribut anual. Els tallà el nas i les orelles, que els va lligar al coll, i els envià de nou a Orcomen. Ergí, indignat, va tornar a declarar la guerra als tebans. Però Hèracles, que no gosava entaular combat contra els minies, porque eren experts en combats a cavall en el pla, va desviar el riu Cefís cap a les planúries on estaven acampats els minies amb la seva cavalleria. Els plans es van convertir en un llac i els minies van ser derrotats per Hèracles. Després Hèracles es va presentar sobtadament a Orcomen i va destruir la ciutat. Va imposar als minies un tribut de dos-cents caps de bestiar durant vint anys.